# Omega-9

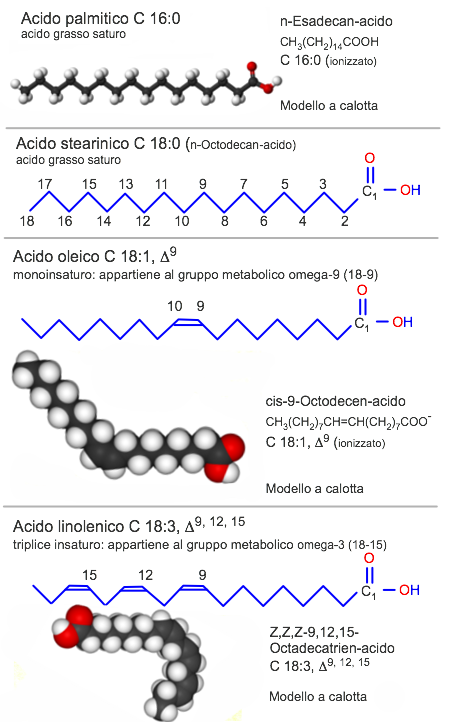
Forme molecolari di alcuni acidi grassi saturi e insaturi.

Gli acidi grassi n−9 (noti anche come omega−9, ω−9 o  acidi polienoici) sono una famiglia di acidi grassi insaturi che hanno in comune un doppio legame carbonio–carbonio nella posizione n−9, ossia il nono legame dalla fine della catena di carbonio.

## Background
Alcuni n−9 sono componenti dei grassi animali e degli oli vegetali. I due acidi grassi n−9 nell'industria sono:
- Acido oleico (18:1, n−9), uno dei componenti principali dell'olio d'oliva
- Acido erucico (22:1, n−9), che si estrae principalmente dall'olio di colza e viene usato industrialmente.

Al contrario degli n−3 e n−6, gli acidi grassi n−9 non sono considerati acidi grassi essenziali  (EFA).  In stato di forte carenza di EFA i mammiferi convertono l'acido oleico (18:1, n−9) in acido di Mead, (20:3, n−9). Il rapporto tra acido di Mead e acido arachidonico nei fosfolipidi serici è chiamato indice di Mead o di Holman ed è uguale a 0,1±0,08 nei soggetti non in carenza di EFA.  Gli enzimi desaturasi ed elongasi che producono acido arachidonico, precursore degli eicosanoidi, partendo dagli omega 6 assunti con la dieta, in loro carenza agiscono prevalentemente sull'acido oleico formando acido di Mead, che però non è un substrato per la cicloossigenasi  e per gli eicosanoidi. L'indice di Mead uguale a 0,2 è un indicatore di carenza di EFA mentre pari a 0,4 è già indicatore di un quadro patologico.
Questa condizione, carenza di acido arachidonico, è stata riscontrata in forma minore nei vegetariani e semi-vegetariani (v. diete vegetariane).

## Lista di acidi grassin−9
| Nome comune       | Nome del lipide | Nomenclatura chimica         |
| ----------------- | --------------- | ---------------------------- |
| acido oleico      | 18:1 (n−9)      | acido 9-ottadecenoico        |
| acido eicosenoico | 20:1 (n−9)      | acido 11-eicosenoico         |
| acido di Mead     | 20:3 (n−9)      | acido 5,8,11-eicosatrienoico |
| acido erucico     | 22:1 (n−9)      | acido 13-docosenoico         |
| acido nervonico   | 24:1 (n−9)      | acido 15-tetracosenoico      |
| acido ximenico    | 26:1 (n-9)      | acido 17-esacosenoico        |